# Lymphocyte T cytotoxique
Ne doit pas être confondu avec Lymphocyte NK ou Lymphocyte NKT.
Pour les articles homonymes, voir CTL.

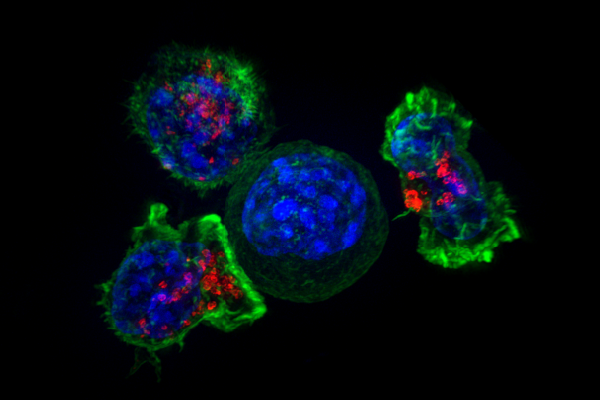
Killer T cells surround a cancer cell.

Un lymphocyte T cytotoxique ou cellule TC encore appelée lymphocyte T CD8+ (en anglais, cytotoxic T lymphocyte ou CTL) est un lymphocyte T qui présente à sa surface des récepteurs pouvant se lier à des complexes formés par un peptide présenté par un complexe majeur d'histocompatibilité de classe I. C'est un des deux lymphocytes T conventionnelles avec le lymphocyte TCD4+ qui reconnait un peptide présenté par un complexe majeur d'histocompatibilité de classe II
Les lymphocytes T CD8 dérivent de cellules progénitrices lymphoïdes de la moelle osseuse et subissent une maturation ultérieure dans le thymus. Les lymphocytes T CD8 matures thymiques, appelés lymphocytes T CD8 naïfs, sont activés après avoir rencontré des antigènes spécifiques. Des études récentes (en 2023) ont mis en évidence la diversité phénotypique et fonctionnelle parmi les lymphocytes T CD8 naïfs, révélant leur hétérogénéité. La capacité des lymphocytes T CD8 à induire la cytotoxicité a été initialement découverte dans le contexte de maladies infectieuses,. Après l’infection, les lymphocytes T CD8 naïfs prolifèrent et se différencient en lymphocytes T CD8 effecteurs, leur permettant d’éliminer efficacement les cellules infectées et de protéger l’hôte d’une infection grave. Après la disparition de l'antigène, une fraction des lymphocytes T CD8 effecteurs se différencient en cellules mémoire, qui peuvent immédiatement proliférer lors d'une réexposition à l'antigène, garantissant ainsi une réponse immunitaire rapide et robuste,. Cependant, lorsque les lymphocytes T CD8 sont soumis à une stimulation antigénique persistante, comme dans le cas d’infections virales chroniques ou de tumeurs, ils s’épuisent, ce qui altère leur réponse à une stimulation antigénique ultérieure,,.

## Développement et activation

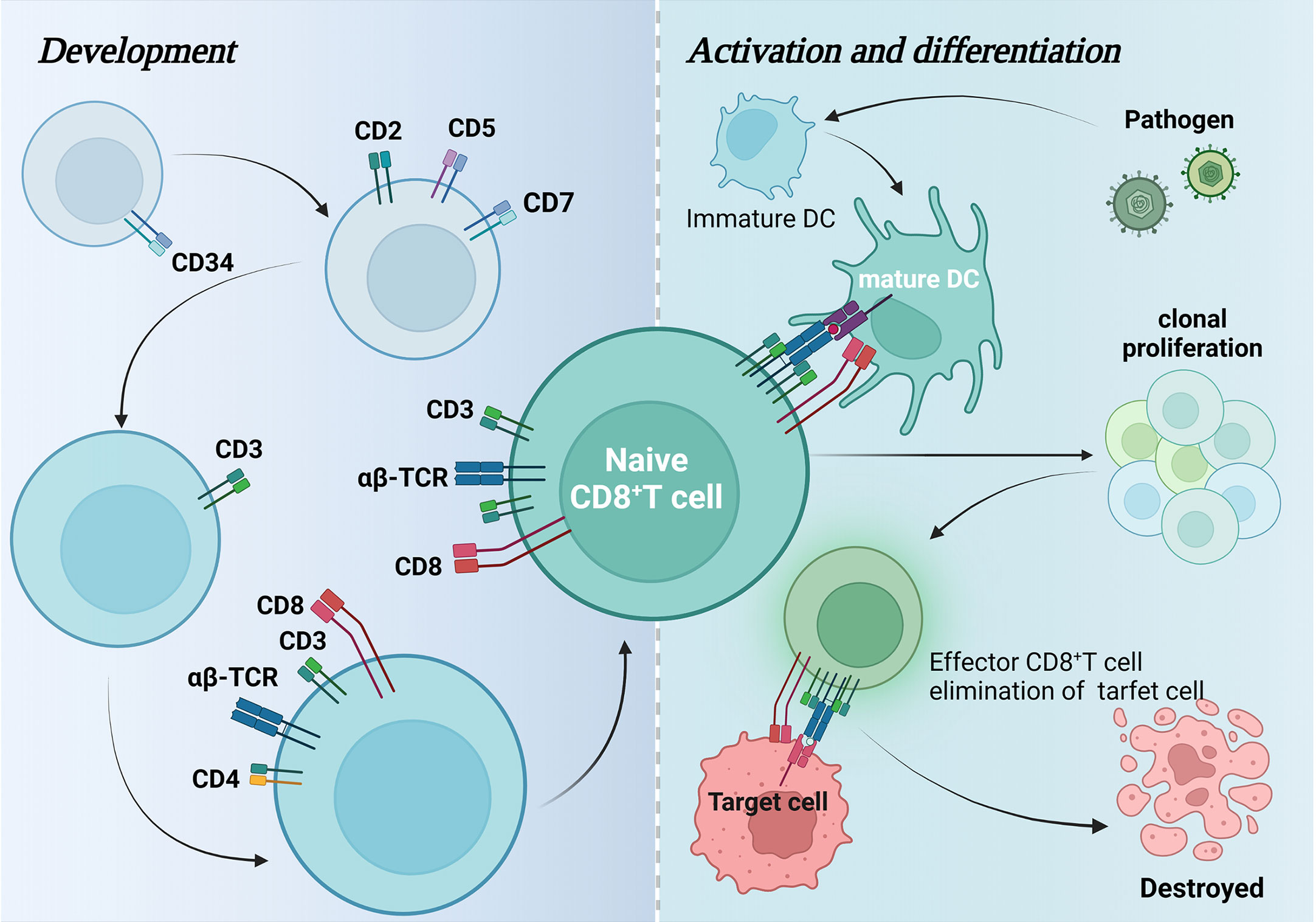
Développement, activation et différenciation des lymphocytes T CD8+.

Les lymphocytes T CD8+ se développent à partir de cellules souches hématopoïétiques CD34+ situées dans la moelle osseuse, qui expriment CD2, CD5 et CD7 avant de quitter la moelle osseuse et d'entrer dans le thymus pour devenir des progéniteurs lymphoïdes exprimant CD3, et subissent ensuite un double négatif  ( CD8-CD4-) et une phase double positive (CD8+ CD4+) pour finalement devenir des thymocytes CD8+ simples positifs. Ces cellules sont sélectionnées par des clones positifs et négatifs pour devenir des cellules CD8+ TCR-αβ et sont libérées dans la circulation,. Les cellules présentatrices d'antigènes telles que les cellules dendritiques  présentent généralement des peptides antigéniques endogènes par le  complexe majeur d'histocompatibilité de classe I. Les lymphocytes T CD8+ sont activés par la reconnaissance de peptides antigéniques par les co-récepteurs CD8+ sur les TCR et les lymphocytes T CD8+ et les lymphocytes T CD8+ activés peuvent conduire à une expansion clonale de lymphocytes T CD8+ spécifiques de l'antigène, qui se différencient ensuite en cellules effectrices ou mémoires.
Les lymphocytes T CD8+ peuvent exercer des effets immunitaires antiviraux ou antitumoraux en agissant de façon directes ou indirectes sur les cellules cibles,. Les principales voies de destruction sont : a) provoquer l'apoptose des cellules cibles par la libération de lysozyme lors de  contact intercellulaire ; b) agir sur le récepteur Fas exprimé par les cellules cibles via le ligand Fas  conduisant à l'apoptose des cellules cibles par une voie dépendante de la cystéine ; et c) induire indirectement la mort des cellules tumorales périphériques par la sécrétion de cytokines,.

## Fonctions

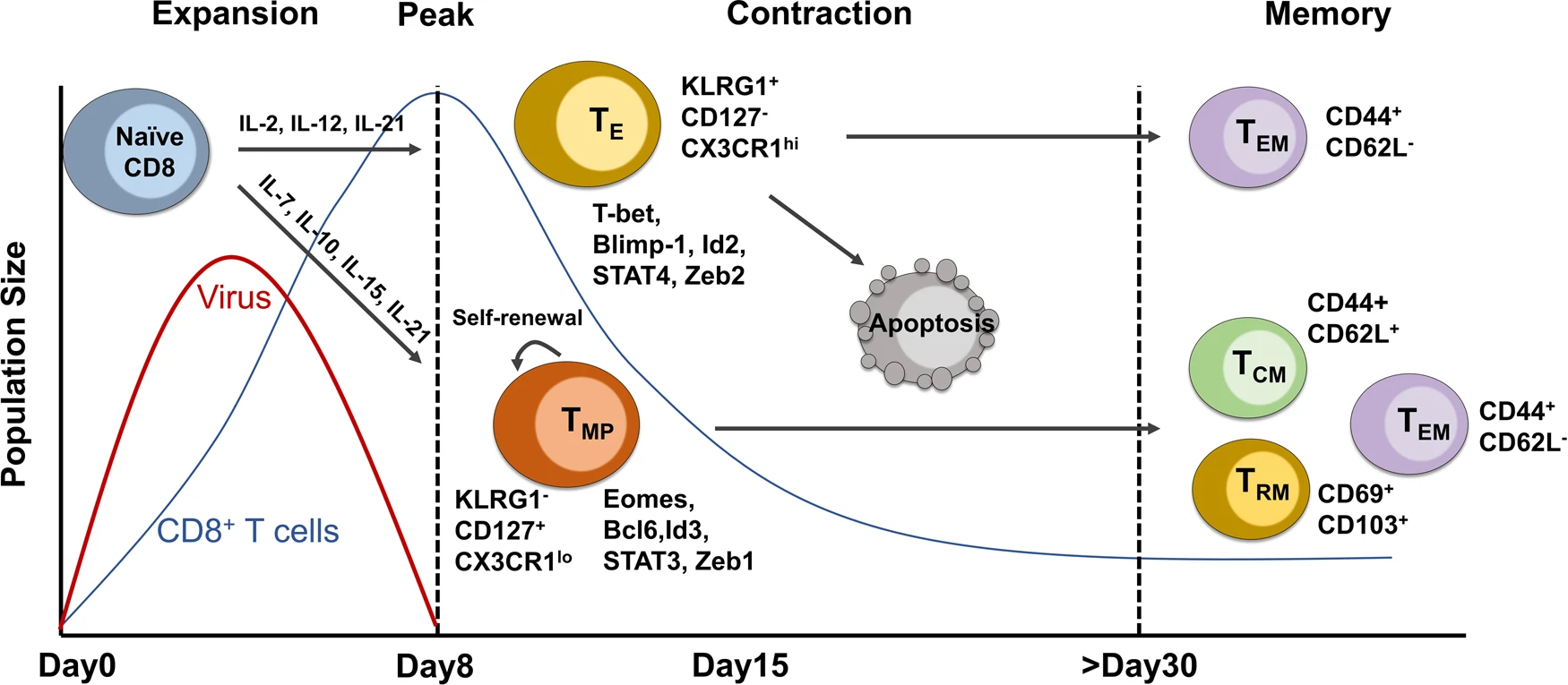
Dynamique temporelle de la réponse des lymphocytes T CD8+ en cas d'infection aiguë. La taille de la population du virus (ligne rouge) et des lymphocytes T CD8+ (ligne bleue), ainsi que la réponse des lymphocytes T CD8+ et l’évolution de l’infection, sont indiqués. Lors de l’infection, les lymphocytes T CD8+ subissent une prolifération robuste et atteignent le pic d’expansion au jour 8, où les agents pathogènes sont rapidement éliminés. À ce stade, les lymphocytes T CD8+ peuvent être séparés en populations de lymphocytes T CD8+ effecteurs et à précurseurs de mémoire avec un marqueur de surface et un potentiel de différenciation distincts. La différenciation des lymphocytes T CD8+ effecteurs et mémoires est régulée par différents facteurs transcriptionnels et cytokines. La majorité des cellules CD8+ effecteurs subissent l'apoptose lors de la phase de contraction (8 à 15 jours) et laissent une sous-population se différenciant en à mémoire, tandis que les CD8+ à précurseurs de mémoire continuent de s'auto-renouveler et donnent naissance à des cellules T CD8+ à mémoire centrale et effectrice et des cellules à mémoire résidente dans les tissus plus de 30 jours après l'infection.

Les lymphocytes T CD8+ jouent un rôle essentiel dans la lutte contre les agents pathogènes intracellulaires ainsi que dans l’élimination des cellules cancéreuse. Les lymphocytes T CD8+ sont les principaux défenseurs contre l’infection virale, mais participent également à la défense contre les agents pathogènes bactériens et protozoaires.Lors de la stimulation antigénique, les lymphocytes T CD8+ naïfs subissent une expansion robuste pour donner naissance à des lymphocytes T effecteurs et mémoires. Les lymphocytes T effecteurs CD8+, connus sous le nom de lymphocyte T cytotoxique CD8+, peuvent directement induire la mort des cellules cibles par l'interaction entre le ligand Fas/Fas et la sécrétion de perforine, médiateur cytolytique, qui crée des pores dans les cellules cibles permettant l'administration de sérine protéases granulaires (granzymes), pour induire l'apoptose. Les lymphocytes T CD8+ mémoire offrent une protection rapide et forte lors de la redécouverte de l’antigène, ce qui est essentiel pour une immunité efficace et à long terme.
Au cours de la différenciation des lymphocytes T CD8+, des populations effectrices et mémoires hétérogènes ont été identifiées, notamment des lymphocytes T CD8+ effecteurs à courte durée de vie , des lymphocytes T CD8+ épuisés , des lymphocytes T CD8+ à mémoire longue , des précurseurs de mémoire CD8+ , les cellules T CD8+ à mémoire centrale et effectrice et les lymphocytes T à mémoire résidents dans les tissus , qui sont nommées en fonction de leur phénotype, de leur potentiel de différenciation et de leur fonctionnalité,.
La dynamique de la réponse des lymphocytes T CD8+ aux infections aiguës a été étudiée de manière approfondie La réponse des lymphocytes T CD8+ spécifiques à un antigène peut être grossièrement divisée en étapes distinctes : la phase d'expansion (0 à 7 jours) où les lymphocytes T CD8+ les cellules prolifèrent activement ; le pic d’expansion (jour 8) où les lymphocytes T effecteurs CD8+ atteignent le nombre maximum et cessent de proliférer ; la phase de contraction (8 à 15 jours) où la majorité des lymphocytes T effecteurs CD8+ subissent l'apoptose ; et la phase de mémoire (> 30 jours) avec seulement une petite population de cellules survivent et se différencient en types distincts de cellules mémoire : CD44+CD62L− pour les  lymphocytes à mémoire effectrice, CD44+CD62L+ pour les lymphocytes à mémoire centrale et CD69+CD103+ TRM  pour les lymphocytes T à mémoire résidents dans les tissus,,.

### Arsenal cytotoxique

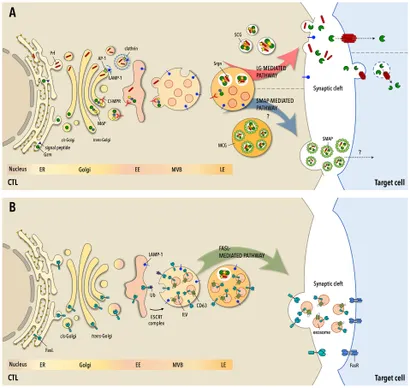
Les voies de destruction des CD8+. (A) Les composants des granules lytiques -granzymes, perforine et serglycine - sont triés pour être transportés vers les endosomes précoces, puis transitent par les corps multivésiculaires et les endosomes tardifs jusqu'aux granules lytiques matures : les granules monocœurs ou les granules multicœurs, s'accumulant sous forme de complexes multimoléculaires maintenus ensemble par la serglycine. Lors de la formation de la synapse immunologique, les granules monocœurs sont mobilisées au contact cellule-cellule libérant des complexes granzymes-perforines solubles qui sont absorbés par la cellule cible grâce à l'activité de formation de pores de la perforine. Dans les granules multicœurs, les complexes granzymes, perforine et serglycine sont enfermés dans une coque glycoprotéique enrichie en thrombospondine-1 pour former les particules d'attaque supramoléculaires. les granules multicœurs subissent une fusion avec la membrane avec une cinétique retardée par rapport aux granules monocœurs et libèrent leur cargaison de particules d'attaque supramoléculaires, qui sont absorbées par la cellule cible via un mécanisme encore non identifié.

L'arsenal comprend les granules lytiques dont les particules d'attaque supramoléculaires et les granules FasL et.

#### Granule lytique
Les granules lytiques ont été initialement caractérisées comme des vésicules  de 300 à 1 100 nm constituées d'un noyau dense aux électrons, souvent entouré de microvésicules de 30 à 70 nm entourées par la membrane externe délimitante. Le fractionnement de la granule lytique a permis l'identification de leur contenu cytotoxique, constitué d'une batterie de sérine protéases avec différentes spécificités de substrat, les granzymes, et perforines , une protéine présentant une homologie structurelle et fonctionnelle avec les toxines bactériennes porogènes, regroupés sur un échafaudage de protéoglycane serglycine dans le noyau dense. De plus, les granules lytiques contiennent l’isoforme de la granulysine, une protéine perturbatrice de membrane semblable à la saposine. L'origine lysosomale des granules lytiques , notamment le faible pH et la présence d'hydrolases lysosomales (par exemple la cathepsine D) et de glycoprotéines membranaires lysosomales (par exemple la lysosomal-associated membrane protein 1 ou LAMP-1),. L'enveloppe multivésiculaires des granules lytiques est également enrichi en récepteur  mannose 6-phosphate (CI-MPR), qui transporte les hydrolases acides vers les lysosomes et de récepteurs des lymphocytes T et intégrines dans le cortex multivésiculaire.
L'engagement du récepteur des lymphocytes T sur la cellule cible et son apposition étroite à la membrane synaptique dans un processus étroitement régulé par les cytosquelettes d'actine et de tubuline, qui prépare le terrain pour le transport de la granule au centre de la synapse immunologique,.Les granules lytiques enrichies en granzymes et perforine acquièrent la capacité de s'ancrer à la membrane plasmique et de délivrer leur cargaison cytotoxique dans la fente synaptique à travers deux étapes de maturation séquentielles qui ont été largement caractérisées à la suite de l'identification de mutations génétiques responsables de troubles d'immunodéficience primaire associés à des lymphocyte T CD8+ défectueux. L'amarrage de la granule à la membrane synaptique nécessite l'acquisition de deux régulateurs de trafic clés : la Rab GTPase Rab27 et ses effecteurs, les protéines secretory leukocyte protease inhibitor SLP1/2, et l'adaptateur Munc13-4 .
Une fois libérés dans la fente synaptique, perforine et granzymes  coopèrent pour provoquer l'apoptose de la cible . Bien que le rôle clé de la perforine dans la délivrance de granzyme  à la cible ait été bien établi, différents mécanismes ont été proposés, tous impliquant l'activité porogène de perforine , dont la polymérisation est rendue possible par sa dissociation de serglycine en raison du pH supérieur de la fente synaptique et de la  liaison du Ca2+ 
Dans le cytosol de la cellule cble , les granzymes  induisent l'apoptose des cellules cibles en activant les voies dépendantes et indépendantes de la caspase. La granululysine contribue également à l'activité cytotoxique des granules lytiques en interagissant avec la membrane cellulaire cible via ses charges positives et en induisant l'afflux de Ca2+, ce qui entraîne des dommages mitochondriaux et l'activation de la caspase-3 .

## Sous-ensemble des T-CD8+

### T CD8+ cytotoxique 1 ou Tc1
Les Tc1 produisent de la perforine, du granzyme B, de l'interféron-γ et du facteur de nécrose tumorale α, qui leur permettent d'éliminer les cellules tumorales et infectées. L'activation des cellules Tc1 est favorisée par l'interleukine 12, qui est produite par les cellules présentatrices d'antigène. Plusieurs facteurs de transcription clés, tels que le signal transducer and activator of transcription 4  (STAT4), le T-box transcription factor TBX21 (T-bet) et le T-box brain protein 2 (EOMES), contribuent à la polarisation des cellules Tc1 ,. On pense traditionnellement que les cellules Tc1 activées tuent les cellules tumorales ou infectées grâce à des mécanismes impliquant la signalisation perforine-granzyme et Fas-FasL. Cependant, des études récentes suggèrent que les cellules Tc1 tuent les cellules cibles par des voies cytotoxiques supplémentaires, notamment la ferroptose et la pyroptose.
Les cellules Tc1 constituent le sous-ensemble le plus répandu de lymphocytes infiltrant les tumeurs dans plusieurs types de cancers, notamment les cancers du poumon, les cancers du sein et la leucémie lymphoïde chronique, et sont associées à des pronostics favorables,,. Les tumeurs présentant un degré élevé d’infiltration par les cellules Tc1 qui ont ensuite produit des taux élevés d’interféon-γ sont appelées tumeurs « chaudes ». Ces tumeurs « chaudes » présentent une réponse plus favorable aux immunothérapies que les tumeurs « froides », dépourvues d’infiltration de cellules Tc1 ,.
L’importance des cellules Tc1 a également été établie dans le contexte de maladies virales, notamment chez les patients infectés par le virus de la rougeole, le cytomégalovirus, le virus de l’hépatite C et le virus de l’immunodéficience humaine. Après l’élimination des cellules infectées, les cellules effectrices Tc1 peuvent se différencier en cellules mémoire. Les cellules mémoires Tc1 conservent le phénotype cytotoxique des cellules effectrices Tc1 et produisent facilement de l'interféron-γ lors de la réactivation. Même chez les souris naïves d'antigène, une population de cellules Tc1 de type mémoire, à savoir les cellules T CD44hiCD122hiCD8+, qui sont différentes des cellules T naïves, peut produire rapidement de l'interféron-γ en réponse à la stimulation du récepteur des lymphocytes T,,.
La stimulation persistante des antigènes induit un état d’épuisement des cellules effectrices Tc1, entraînant une altération de la production de molécules cytolytiques. Une analyse du transcriptome unicellulaire a révélé que le facteur nucléaire TOX était un facteur de transcription clé favorisant l'épuisement dans le cancer humain. Les cellules Tc1 épuisées présentent une expression protéique régulée positivement de TOX, qui régule positivement l'expression protéique des récepteurs inhibiteurs tels que PD-1, LAG3, 2B4 et CD39 ,. Le degré d’épuisement des cellules Tc1 est associé à de mauvais résultats pour les patients atteints de cancer.

### Sous-ensembles de T CD8+ cytotoxique non Tc1

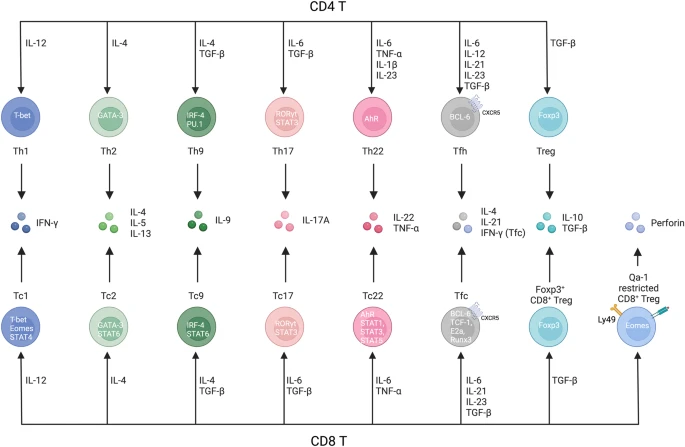
Les sous-ensembles de cellules Th et les sous-ensembles Tc partagent les mêmes signaux cytokiniques, les facteurs de transcription déterminant la lignée et les profils de cytokines effectrices. Les cellules Tc1 peuvent être différenciées dans des conditions d'IL-12 et produire de l'interféron γ grâce à l'activation des facteurs de transcription TBET et STAT4. Les cellules Tc2 peuvent être différenciées dans des conditions d'IL-4 et produire de l'IL-4, de l'IL-5 et de l'IL-13 via GATA-3 et STAT6

Bien que les cellules Tc1 représentent la population majeure de cellules T CD8, d'autres sous-ensembles de cellules T CD8 ont été identifiés dans diverses maladies dans des modèles animaux et humains. Les sous-ensembles de lymphocytes T CD8 ressemblent beaucoup à leurs homologues du sous-ensemble de lymphocytes T CD4, car les lymphocytes T CD4 et les lymphocytes T CD8 partagent des exigences similaires pour les signaux cytokiniques, les facteurs de transcription déterminant la lignée et les profils de cytokines effectrices.

#### Lymphocyte T cytotoxique 2 (Tc2)
Un sous-ensemble de lymphocytes T CD8 produisant des cytokines Th2, appelés cellules Tc2, a été découvert dans les voies respiratoires et les tissus intraépithéliaux,. La stimulation in vitro de lymphocytes T CD8 naïfs avec de l'interleukine 4 produit des lymphocytes T CD8 producteurs d'interleukine 4 et d'interleukine 5 ,. La production de cytokines des cellules Th2 par les cellules Tc2 a été favorisée par les facteurs de transcription STAT6 et GATA3, de manière similaire à l'effet de ces facteurs de transcription dans les cellules Th2 . Semblables aux cellules Th2, les cellules Tc2 stimulent la production d’immunoglobuline E par les cellules B, recrutent des éosinophiles et contribuent aux réponses allergiques,.
Dans le contexte de l'asthme allergique, le nombre de cellules Tc2 est augmenté dans l'asthme éosinophile sévère chez l'homme . Les cellules Tc2 produisent des cytokines de type Th2 (interleukine 4,5,13) en réponse à la stimulation par la prostaglandine E2 et leucotriène E4 qui sont des médiateurs lipidiques majeurs libérés par les mastocytes lors d'une réponse allergique . Comparées aux cellules Th2, les cellules Tc2 réagissent moins au traitement aux corticostéroïdes, ce qui met en évidence le potentiel des cellules Tc2 en tant que cible thérapeutique pour l'asthme résistant aux stéroïdes . Le pouvoir pathogène des cellules Tc2 semble être accru dans un environnement hypoxique, comme en témoigne la production accrue d'interleukine 13 . Dans la rhinite allergique, les lymphocytes T CD8 libèrent de l’interleukine 4 et contribuent à la pathogenèse de la maladie . Après une immunothérapie induite par un allergène, le pourcentage de lymphocytes T CD8 producteurs d'interleukine 4 a tendance à être significativement réduit chez les patients atteints de rhinite allergique intermittente .
Les personnes atteintes de dermatite atopique, semblables à celles souffrant d’asthme, présentent une fréquence plus élevée de cellules Tc2 . Chez les individus en bonne santé, les cellules Tc2 représentent environ 1 % des cellules T CD8, mais cette proportion augmente jusqu'à environ 4 % chez les patients atteints de dermatite atopique . L'histamine, un puissant médiateur inflammatoire, favorise la présentation des antigènes par les cellules dendritiques et induit ainsi l'accumulation de cellules Tc2 . La séquençage de l'ARN et l'analyse protéomique de patients atteints de dermatite atopique traités avec l'anticorps monoclonal dupilumab bloquant le récepteur de l'interleukine 4 ont révélé la présence de cellules Tc2 dans la peau qui n'ont pas été détectées chez les témoins sains, indiquant la persistance de la mémoire Tc2 résidant dans les tissus. cellules .
Bien que les cellules effectrices mémoire Tc1 soient capables de produire des niveaux élevés d'interféron-γ et de granules cytotoxiques, les cellules effectrices mémoire Tc2 sont incapables de tuer les cellules cibles , ce qui suggère que la transition des cellules Tc1 en cellules Tc2 peut compromettre la fonction antitumorale des cellules T CD8. Chez les patientes atteintes d'un cancer du col de l'utérus, les cellules tumorales favorisent l'acquisition d'un phénotype cellulaire Tc2 par les lymphocytes T CD8 infiltrant la tumeur, ce qui entraîne une production accrue d'interleukine 4 et une diminution de la production d'interféron-γ, facilitant ainsi la fuite immunitaire des cellules tumorales . De même, dans le cancer de la vessie urothéliale, l'épuisement et la cytotoxicité réduite des lymphocytes T CD8 dans les ganglions sentinelles sont attribués à une diminution de l'expression de la perforine provoquée par le microenvironnement tumoral polarisé par les cellules Tc2 .

#### Lymphocyte T cytotoxique 9 (Tc9)

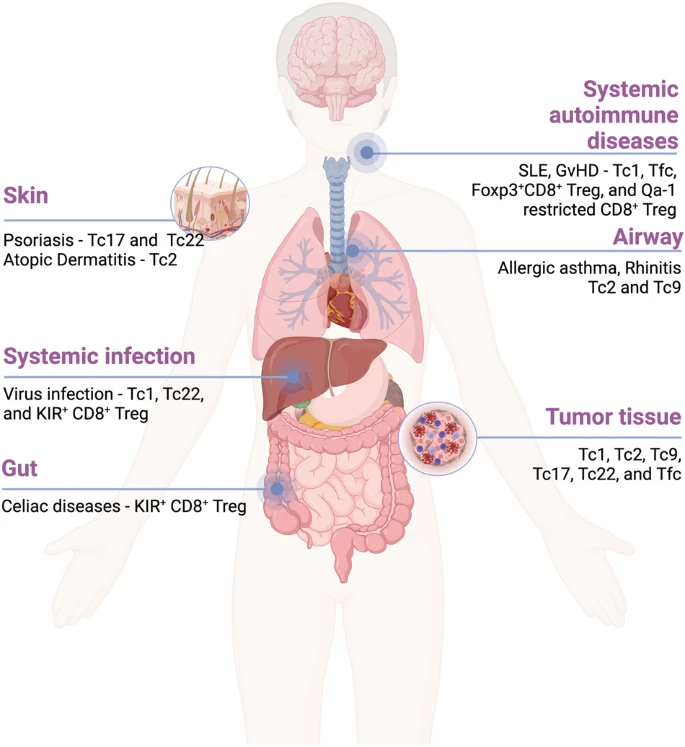
Le rôle des sous-ensemble de lymphocyte T CD8+ dans les maladies

Les cellules T CD8+ (Tc9) productrices d'IL-9 sont régulées transcriptionnellement par STAT6 et IRF4, qui  sont respectivement les facteurs de transcription des cellules Tc2 et Th9 . La stimulation des lymphocytes T CD8 naïfs en présence d'interleukine 4 et du facteur de croissance transformant-β induit la différenciation des cellules Tc9 in vitro . Sur le plan fonctionnel, les cellules Tc2 et Tc9 sont impliquées en tant que facteurs pathogènes d'affections allergiques telles que l'asthme allergique et la dermatite atopique ,. Bien qu’elles n’aient pas fait l’objet d’études aussi approfondies que les cellules Tc2, les cellules Tc9 sont également liées à l’éosinophilie et à des taux élevés d'oxyde nitrique exhalé fractionné, un marqueur non invasif de l’inflammation chez les patients asthmatiques . Bien que le transfert de cellules Tc9 seul soit insuffisant pour induire des symptômes d'asthme, leur co-transfert avec les cellules Th2 entraîne une inflammation sévère des voies respiratoires caractérisée par un nombre accru d'éosinophiles dans le lavage broncho-alvéolaire  et un score inflammatoire pulmonaire élevé . Le nombre de cellules Tc9 est également augmenté dans la dermatite atopique chez la souris et chez l'homme .
Les cellules Tc9 ont été identifiées dans le tissu tumoral de patientes atteintes d'un cancer du sein et qu'il existe une corrélation positive entre les niveaux de transcription d'interleukine 9 et de son récepteur . Contrairement aux cellules Tc2, le les cellules Tc9 ont à de puissants effets antitumoraux dans des modèles animaux . Une analyse du transcriptome suggère que les cellules Tc9 de la tumeur subissent des modifications transcriptionnelles liées au cholestérol. Mécaniquement, l’activation du récepteur nucléaire des oxystérols par le cholestérol oxydé régulait négativement la différenciation et l’activité antitumorale des cellules Tc9 . Une étude récente a démontré que la peroxydation lipidique joue un rôle crucial dans la régulation de la stabilité des cellules Tc9 et de leur activité antitumorale en régulant l'oxydation des acides gras interleukine 9-STAT3 . La compréhension émergente des cellules Tc9 en tant qu’acteurs clés dans les affections allergiques, la pathogenèse de l’asthme et l’immunité contre le cancer pourrait ouvrir de nouvelles voies aux interventions thérapeutiques.

#### Lymphocyte T cytotoxique 17 (Tc17)
Les cellules Tc17 sont définies comme des cellules T CD8+ qui produisent de l'interleukine 17 et expriment les facteurs de transcription STAT3 et RORγt . Un débat est en cours parmi les chercheurs concernant les  cellules Tc17 car ces cellules expriment le facteurs de transcription TBET, qui est le régulateur principal des cellules Th1 et Tc1  et les cellules Tc17 présentent une activité cytolytique limitée en exprimant des niveaux minimes de granzyme B et de perforine les distinguant ainsi des autres lymphocytes T cytotoxiques 1 . En fonction de l'état de la maladie et de la localisation corporelle, les cellules Tc17 peuvent sécréter d'autres cytokines, telles que l'interleukine 22, le facteur stimulant les colonies de granulocytes et de macrophages , l'interleukine 5 et l'interleukine 13 ,.
L'hétérogénéité des profils de cytokines et des facteurs de transcription peut être en partie due à la grande plasticité des cellules Tc17 : des cellules Tc17 générées in vitro ont été transférées de manière adoptive in vivo ont perdu l'expression de l'interleukine 17 et ont acquis un phénotype et une fonction de type Tc1 ; par conséquent, elles ont sécrété de l'interféron γ et du granzyme . L'activation de la voie PI3K/AKT joue un rôle crucial dans la transdifférenciation des cellules Tc17 en cellules Tc1 .

#### Lymphocyte T cytotoxique 22 (Tc22)
Les cellules Tc22, constituent un sous-groupe de cellules T CD8 parmi les moins étudiées, sont connues pour leur production d'interleukine 22 L'interleukine 22 appartient à la famille de l'interleukine 10 et cible principalement les cellules épithéliales, les kératinocytes, les hépatocytes et les cellules β pancréatiques . Semblable à l’interleukine 17, l’interleukine 22 maintient la barrière épithéliale en favorisant la réparation des tissus et la cicatrisation des plaies . Les cellules Tc22 partagent des similitudes avec les cellules Tc17, car elles produisent une petite quantité de cytokine interleukine 17 et les cellules Tc17 produisent de l'interleukine 22 . De plus, les besoins en cytokines pour la différenciation in vitro des cellules Tc22 ressemblent à ceux des cellules Tc17 ; c'est-à-dire qu'ils nécessitent l'interleukine 6 et l'interleukine 21 ,.
Le rôle des cellules Tc22 dans le contexte cancéreux semblent importants. Les cellules Tc22 générées in vitro présentaient une activité cytolytique élevée et un contrôle efficace de la croissance tumorale lorsqu'elles étaient transférées à des hôtes porteurs de tumeurs, et leurs effets étaient comparables, voire plus prononcés, à ceux des cellules Tc1  . Cependant, dans le carcinome épidermoïde associé à la transplantation , une augmentation du nombre de cellules Tc22 a été associée à une diminution du nombre de cellules Th1 et à une augmentation de la croissance tumorale, ce qui suggère que les cellules Tc22 pourraient contribuer à la progression de ces carcinomes épidermoïdes .
Dans le contexte d'une infection virale, les individus exposés au VIH mais non infectés par le virus présentaient une fréquence plus élevée de cellules Tc22 par rapport à leurs partenaires infectés par le VIH, qui avaient tendance à produire une proportion relativement plus élevée de cellules Tc17, ce qui suggère le rôle protecteur des cellules Tc22 contre les infections virales telles que le VIH . Dans la phase aiguë de l’infection par le SRAS-CoV-2, qui provoque le COVID-19, une augmentation observée de la fréquence des cellules Tc22 par rapport à celle des groupes témoins sains a été observée. Les cellules Tc22 ont été associées à des symptômes plus légers, voire à des cas asymptomatiques, ce qui suggère un effet protecteur potentiel contre l’infection par le SRAS-CoV-2 .

## Sources
- Koh, CH., Lee, S., Kwak, M. et al. CD8 T-cell subsets: heterogeneity, functions, and therapeutic potential. Exp Mol Med 55, 2287–2299 (2023). https://doi.org/10.1038/s12276-023-01105-x sous licence Creative Commons Attribution CC BY 4.0
- Cassioli C and Baldari CT (2022) The Expanding Arsenal of Cytotoxic T Cells. Front. Immunol. 13:883010. doi: 10.3389/fimmu.2022.883010 sous licence Creative Commons Attribution CC BY 4.0